# Ủy ban Chấp hành Trung ương Đảng Cộng sản Trung Quốc khóa III
Ủy ban Chấp hành Trung ương Đảng Cộng sản Trung Quốc khóa III (tiếng Trung: 中国共产党第三届中央执行委员会) là Ủy ban Trung ương Đảng do Đại hội Đại biểu Toàn quốc Đảng Cộng sản Trung Quốc lần thứ III bầu ra. Ủy ban Chấp hành có nhiệm kỳ từ 6/1923 đến 1/1925. 

## Ủy viên
Cơ cấu tổ chức:
- Ủy viên trưởng Ủy ban Chấp hành Trung ương Đảng: Trần Độc Tú
- Ủy viên Ủy ban Chấp hành Trung ương Đảng (9 ủy viên):

Trần Độc Tú; Lý Đại Chiêu; Thái Hòa Sâm; La Chương Long; Đàm Bình Sơn; Mao Trạch Đông; Vương Hà Ba; Hạng Đức Long; Chu Thiếu Liên
| Trần Độc Tú | Lý Đại Chiêu | Thái Hòa Sâm | Mao Trạch Đông | Vương Hà Ba |

| Chu Thiếu Liên | Đàm Bình Sơn | Hạng Đức Long | La Chương Long |

- Ủy viên Dự khuyết Ủy ban Chấp hành Trung ương Đảng (5 ủy viên)：

Lý Hán Tuấn; Từ Mai Khôn; Đặng Trung Hạ; Đặng Bối; Trương Liên Quang
| Đặng Trung Hạ | Từ Mai Khôn | Đặng Bối | Lý Hán Tuấn | Trương Liên Quang |

## Hội nghị Toàn thể Trung ương
| Phiên họp toàn thể                                               | Bắt đầu-Kết thúc | Thời gian | Nội dung chính |
| ---------------------------------------------------------------- | ---------------- | --------- | -------------- |
| Hội nghị lần thứ nhất khóa III                                   | 24-25/11/1923    | 2 ngày    |                |
| Hội nghị Liên tịch Trung ương Đoàn Thanh niên và Trung ương Đảng | 1/1/1924         | 1 ngày    |                |
| Hội nghị Đoàn Đảng Đảng Cộng sản                                 | 18/1/1924        | 1 ngày    |                |
| Hội nghị lần thứ 2 khóa III                                      | 2/1924           | 2 ngày    |                |
| Hội nghị mở rộng Ủy ban Chấp hành Trung ương Đảng lần thứ nhất   | 10-15/5/1924     | 6 ngày    |                |